# لوسيوس جبريل
لوسيوس جبريل  (و. 1597 – 1663 م) هو كاتب، ومترجم سويسري، توفي عن عمر يناهز 66 عاماً.